# Bunch
|  | Per a altres significats, vegeu «BUNCH». |

Bunch és una comunitat no incorporada i un lloc designat pel cens al sud-oest del comtat d'Adair (Oklahoma), Estats Units a 312 msnm (1.024 ft.). Situat a la vall de Sallisaw Creek, Bunch està partida en dos pel que abans era el Kansas City Southern Railroad, ara Canadian Pacific Kansas City, que es va construir a la dècada de 1890. Bunch es troba a la zona de Cookson Hills a l'est d'Oklahoma, que formen part de la zona occidental de les Ozarks. L'àrea de gestió de la fauna de Cookson Hills es troba a l'oest de la ciutat.